# 地区
地区在汉语中，常为对一定的区域泛称。在地理學領域上，可以指狭小区域，如这片地区土壤很肥沃；也可指大片区域，如草原地区、滨湖地区。在政治學領域上，則常用作行政區劃的名稱之一。

## 地理学
地理学概念，可以指局部地区，如大陆地区（漢語運用上常等同於中国大陆），欧洲大陆即欧洲地区，美洲地区即美洲。

## 行政区划

### 中华人民共和国
中华人民共和国地方行政区域名称之一，其政府机关为地区行政公署，为省级人民政府的派出机构。

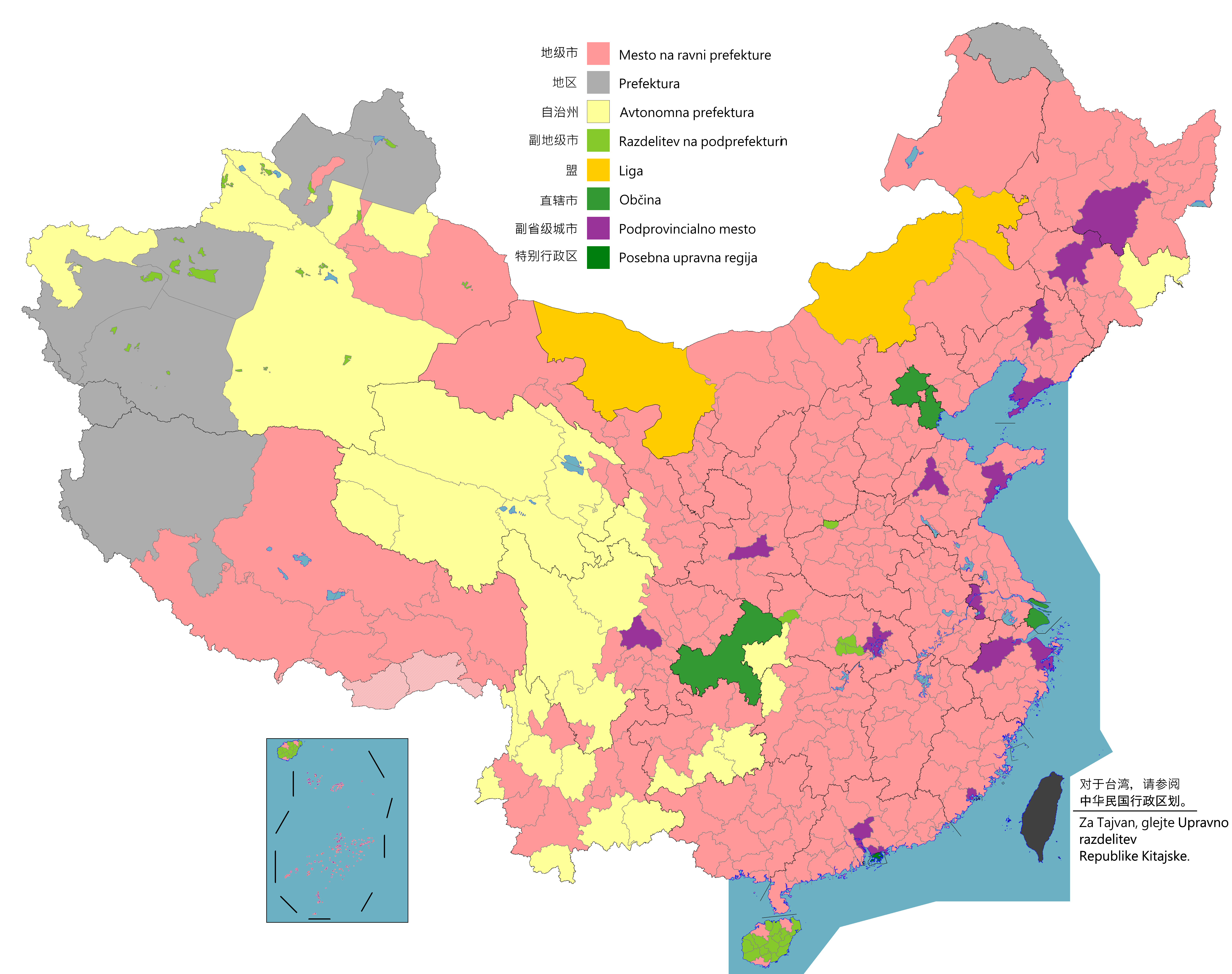
中华人民共和国地图，图中灰色即为地区的范围

另北京市在部分区域设立有“地区办事处”，存在于城郊结合部，与所在乡镇实行合署办公，“一个机构两块牌子”。
| 地区名称     | 所属省级行政区   | 设立日期  | 行政公署驻地 |
| ------------ | ---------------- | --------- | ------------ |
| 大兴安岭地区 | 黑龙江省         | 1970年4月 | 加格达奇区   |
| 阿里地区     | 西藏自治区       | 1970年    | 噶尔县       |
| 阿克苏地区   | 新疆维吾尔自治区 | 1968年9月 | 阿克苏市     |
| 喀什地区     | 新疆维吾尔自治区 | 1968年9月 | 喀什市       |
| 和田地区     | 新疆维吾尔自治区 | 1968年9月 | 和田市       |
| 塔城地区     | 新疆维吾尔自治区 | 1968年9月 | 塔城市       |
| 阿勒泰地区   | 新疆维吾尔自治区 | 1968年9月 | 阿勒泰市     |

### 中華民國
中華民國建國初期，承襲清朝舊制。不同之處在於廢除府，將所有不管縣的州、廳全改為縣。
中華民國的行政區域依順序排列，有直隸、奉天、吉林、黑龍江、山東、河南、山西、江蘇、安徽、江西、福建、浙江、湖北、湖南、陝西、甘肅、新疆、四川、廣東、廣西、雲南、貴州等22省。北洋政府在22個省之外設了京兆地方、熱河、察哈爾、綏遠、川邊等幾個特別區域，西藏、外蒙古、青海3個地方，膠澳、淞滬等2省級商埠，另保留阿爾泰、塔爾巴哈台、伊犛3地區（後均併入新疆省）。國民政府北伐後，改直隸、奉天2省為河北、遼寧，併京兆特別區入河北，將熱河、察哈爾、綏遠、川邊、寧夏、青海改建為6個省（川邊特別區改建西康省），總計28個省，另外加上西藏、蒙古2個地方，以及分自俄、英收回的東省特別區、威海衛行政區，並先後設置南京、上海、北平、天津、青島、武漢（後改名為漢口）、廣州（後降為省轄市，抗戰勝利後再升格）、西京（後降為省轄市，抗戰勝利後改稱西安並再升格）、重慶（抗戰時期設置）等9個特別市。1945年後，國民政府將東三省劃分成九省，增設遼北、安東、合江、松江、嫩江、興安等6省及瀋陽、大連、哈爾濱等3個直轄市。
1945年，中国抗日战争勝利後，中華民國接管台灣的主權，史稱台灣光復，在舊金山和約簽訂前即先納臺灣為35行省之一。並將海南島設立海南特別行政區，作為建省之準備。
1949年中華民國政府播遷到台灣後，歷經九二香港會談、香港主權移交、澳門主權移交等事件，於1992年和1997年先後訂立了《臺灣地區與大陸地區人民關係條例》與《香港澳門關係條例》，將中華民國疆域分為臺灣地區、大陸地區及港澳地區三個部份至今。而中華民國實際管轄之地區，則根據1949年至1991年的《動員戡亂時期臨時條款》或1992年至今的《中華民國憲法增修條文》劃為自由地區。
| 中華民國地區名稱 | 實際管轄                                                           | 分區法理依據                                                | 分區起始時間                            |
| ---------------- | ------------------------------------------------------------------ | ----------------------------------------------------------- | --------------------------------------- |
| 自由地區         | 中華民國 · 日本 · 马来西亚 · 菲律賓 · 越南 · 印度尼西亞            | 《中華民國憲法增修條文》                                    | 1991年5月1日                            |
| 臺灣地區         | 中華民國 · 日本 · 马来西亚 · 菲律賓 · 越南 · 印度尼西亞            | 《中華民國憲法增修條文》 《臺灣地區與大陸地區人民關係條例》 | 1992年9月18日                           |
| 大陸地區         | 中华人民共和国 · 阿富汗 · 不丹 · 印度 · 緬甸 · 巴基斯坦 · 俄羅斯 · | 《臺灣地區與大陸地區人民關係條例》                          | 1992年9月18日                           |
| 港澳地區         | 中华人民共和国 · ∟ 香港特別行政區 · ∟ 澳門特別行政區               | 《香港澳門關係條例》                                        | 香港：1997年7月1日 澳門：1999年12月20日 |

## 外部連結
- Map and descriptions of hydrologic unit regions of the United States（页面存档备份，存于）
- Federal Standards for Delineation of Hydrologic Unit Boundaries[永久]
- Physiographic regions of the United States